# خافيير باينا
خافيير باينا (بالإسبانية: Javier Adrián Baena)‏ هو مدرب كرة قدم ولاعب كرة قدم أرجنتيني، ولد في 5 أبريل 1968 في بوينس آيرس في الأرجنتين. لعب مع كولو-كولو.